# Katherine Bell
Katherine Bell est une joueuse américaine de volley-ball née le 5 mars 1993 à San Diego. Elle joue au poste de attaquant. Elle participe également à la deuxième saison de The Circle Game USA, où elle se place 7e en avril 2021.

## Palmarès

### Clubs
Championnat Big 12 Conference:
- 2012, 2013, 2014, 2015

Championnat NCAA:
- 2013
- 2014, 2015

Championnat PSL Grand Prix::
- 2018, 2019[2]